# Димитрије Бугарски
Димитрије Бугарски (Нови Сад 1740, - Нови Сад, 1789), правник, први градски начелник Новог Сада. 
Потиче из старе угледне новосадске породице. Гимназију је учио у Новом Саду, а права у Пожуну (Братислава). По завршетку студија Магистрат га је ангажовао као писара а затим за пристава код пореске благајне.
За члана комунитета изабран је 1767. а годину дана касније и за члана Спољашњег сената. Председник Избраног обштества 1774. 
Као правник у Бечу је заступао Великокикиндски дистрикт на основу привилегија које је дала Марија Терезија. Због успеха у том раду постављен је за суца овог Дистрикта 1776. све до 1778. када му је истекао мандат, када се враћа у Нови Сад. Од 1782. био је поново члан Спољашњег сената и Избраног обштества. За председника Обшества изабран је 1786. а 1778. за првог градског начелника Новог Сада. Уз обавезе које је имао у Магистрату, Бугарски је обављао и дужности директора новосадских српских основних школа.